# Janeth Arcain
Janeth Arcain, née le 11 avril 1969 à São Paulo, est une joueuse de basket-ball brésilienne.

## Clubs
- Higienópolis
- Cica/Divino/Jundiaí
- Leite Moça/Sorocaba
- Arcor/Santo André
- Vasco da Gama
- São Paulo/Guaru
- Unimed/Ourinhos
- Ros Casares Velencia

### WNBA
- Comets de Houston

## Palmarès

### Équipe nationale
- Jeux olympiques d'été
  -  Médaille d'argent aux Jeux olympiques 1996 à Atlanta
  -  Médaille de bronze aux Jeux olympiques 2000 à Sydney
- Championnat du monde
  -  médaille d'or au mondial 1994 en  Australie

- Jeux Panaméricains

- -  Médaille d'argent aux Jeux Panaméricains 2007 à Rio de Janeiro,  Brésil
  -  médaille d'or aux Jeux Panaméricains 1991 à La Havane  Cuba
  -  Médaille d'argent aux Jeux Panaméricains 1987 à Indianapolis,  États-Unis

- Championnats des Amériques
  -  Médaille d'argent aux Championnats des Amériques 1993,  Brésil
  -  Médaille d'argent aux Championnats des Amériques 1989,  Brésil

- Championnats d'Amérique du Sud
  -  Médaille d'or en 1999 au Brésil
  -  Médaille d'or en 1995 au Brésil
  -  Médaille d'or en 1993 en Colombie
  -  Médaille d'or en 1991 en Colombie
  -  Médaille d'or en 1989 au Chili

### WNBA
- Joueuse ayant le plus progressé de la saison WNBA 2001[2]
- Participation au All Star 2001 (cinq de départ)
- Meilleur cinq de la WNBA (2001)

### Club
- Championne du Brésil : 1999, 2001, 2002, 2004
- MVP du championnat brésilien 1999, 2001, 2002
- Meilleur marqueuse du championnat brésilien 1998, 2000, 2001, 2002